# Túpac Yupanqui
Túpac Yupanqui (Cusco, 1430 circa – Cusco, 1475 circa) è stato un imperatore inca.

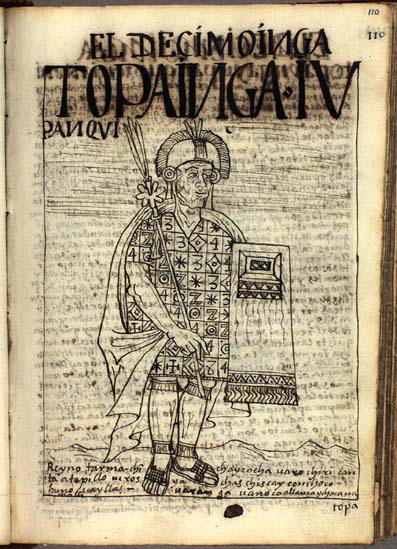
Immagine di Túpac Yupanqui secondo Guaman Poma de Ayala

Fu il decimo sovrano Inca, il quinto della dinastia Hanan. Da quando il Tahuantinsuyo divenne un impero vero e proprio, si può considerare il secondo imperatore.

## Origini
Túpac Yupanqui (conosciuto anche come Topa Inca Yupanqui) era figlio legittimo del grande Pachacútec, il riformatore del mondo e della Coya Mama Anarhuaque sua consorte ufficiale.
Non era però l'erede predestinato essendo il minore dei figli maschi del sovrano. In effetti Pachacútec, seguendo una pratica instaurata da suo padre Viracocha aveva associato al trono, negli ultimi anni del suo regno, il figlio Amaru Topa Inca. 
Questa precauzione era stata adottata per evitare le inevitabili lotte intestine che si scatenavano ad ogni successione. Nello stesso tempo Pachacútec si riprometteva di saggiare l'attitudine del figlio prescelto alla conduzione del vasto impero in cui aveva trasformato l'antico regno degli inca.
Amaru era un principe dotato di elevate qualità e amato da tutti i sudditi del Cuzco, ma si rivelò poco portato alla politica militaristica che gli inca avevano adottato sotto il nuovo imperatore. Dopo aver sofferto inutilmente l'esperienza di alcune campagne di conquista il principe, volontariamente, rinunciò ai suoi diritti di successione e si dichiarò disposto ad accettare un altro fratello come suo futuro sovrano.

## Coreggenza
La scelta cadde sul giovane Túpac Yupanqui che aveva fino ad allora ricevuto una rigida educazione all'interno del Coricancha. Il principe venne messo, senza por tempo in mezzo, a capo di una armata ed inviato a provare le sue qualità di fronte al nemico. Pachacútec, ovviamente, non volle correre rischi e affidò il comando in seconda ad alcuni suoi fratelli, di provata esperienza, con il compito di vigilare sull'operato del figlio, ma questi, dimostrò ben presto di non avere bisogno di tutori e di essere naturalmente portato per il mestiere delle armi.
Nella successiva campagna Túpac esercitò il comando da solo e ottenne dei risultati memorabili che inorgoglirono il suo augusto genitore. Pachacútec aveva trovato il successore desiderato.
Da quel momento Túpac Yupanqui venne ufficialmente associato al regno con una fastosa cerimonia in cui comparve di fronte al padre, assieme al fratello Amaru, per mostrare a tutti il passaggio di responsabilità e, insieme, per suggellare la concordia familiare che era a capo di questa scelta.
Per meglio evidenziare l'autorità del futuro sovrano, insieme alla investitura si celebrò il suo matrimonio che, solitamente, veniva contratto dall'Inca al momento della sua elevazione al trono.
La sposa scelta per Túpac Yupanqui fu Mama Ocllo, sua sorella da parte di padre e di madre, per ribadire l'esclusività della stirpe con un legame che, da allora sarebbe stato riservato solo al sovrano regnante ed interdetto a tutti gli altri sudditi, sotto pena di pesanti castighi.
Da quel momento il futuro Qhapaq inca si dedicò unicamente a condurre delle sempre più estese campagne militari che lo avrebbero tenuto lontano dal Cuzco per svariati anni, mentre nella capitale, suo padre Pachacútec, assecondato dal fedele Amaru, procedeva nella costruzione dell'apparato strutturale del nuovo impero.
Non è facile ricostruire cronologicamente le campagne di Túpac Yupanqui distinguendo tra quelle che condusse, vivente il padre e quelle che concluse dopo la morte di questi, dopo essere diventato l'Inca supremo. Vi è molta confusione tra gli “historiadores” spagnoli al riguardo ed alcuni attribuiscono alcune conquiste al regno di Pachacutec in aperta contraddizione con altri che le assegnano a quello di Túpac Yupanqui.
La vita di questo sovrano inca fu relativamente breve e le “informaciones” raccolte da Francisco de Toledo dicono che la sua morte avvenne in una classe di età tra “mozo y viejo” ossia intorno ai quarantacinque anni.
Considerato che venne chiamato alle funzioni di correggente all'età di circa vent'anni e che le esercitò per altri quindici anni, il suo regno non dovette passare i dieci anni. La maggior parte delle sue conquiste furono quindi esercitate in nome di Pachacútec, ma il loro merito venne ovviamente attribuito dai suoi discendenti all'effettivo autore, mentre gli storici della panaca di Pachacútec le registrarono ad onore del loro patrono. 
A seconda della panaca di appartenenza dell'informatore indigeno gli storici spagnoli registrarono quindi dati differenti che spiegano la confusione esistente nelle loro cronache.

## Conquiste da coreggente

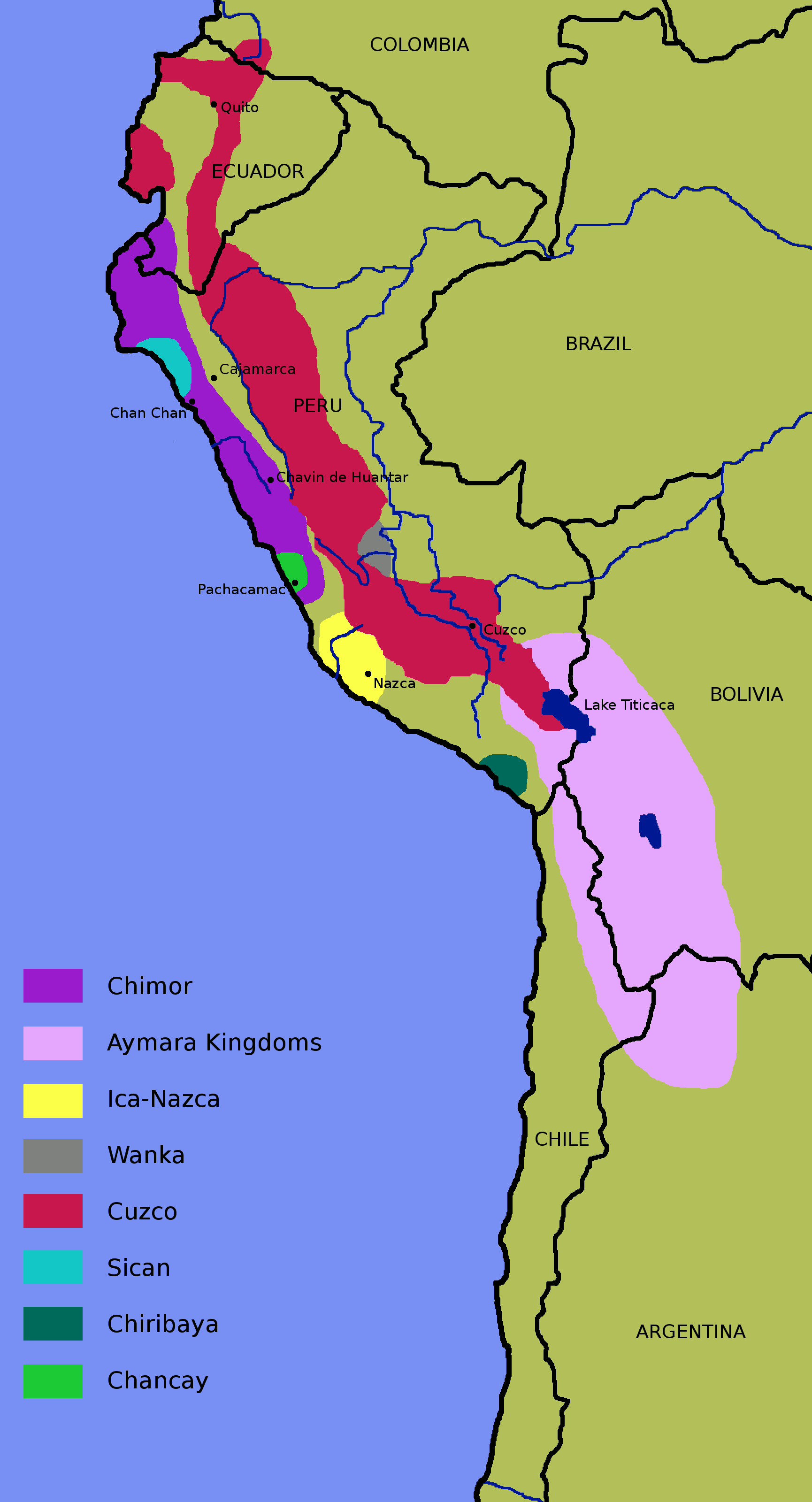
Prime campagne di Túpac Yupanqui (in rosso)

### Jauja, Huaillas e Cajamarca
Le prime campagne dell'allora principe Túpac Yupanqui si svolsero a Nord del Cuzco ed ebbero come teatro degli scontri, dapprima la regione di Jauja, per poi estendersi ai territori intorno al lago di Bombón e concludersi con la conquista delle terre degli Huaillas ed il possesso di Cajamarca.

### Regno di Chimù
Successivamente il giovane conquistatore tentò un audace attacco al regno di Chimù, la cultura allora più avanzata dell'America meridionale. Nella lussuosa città di Chan Chan il locale sovrano, Chimù Capac, conduceva una vita raffinata allietata da agi e mollezze e non era in grado di opporsi a delle armate rozze, ma combattive come apparivano ai suoi occhi gli inca. 
Non ci fu bisogno di combattere; fu sufficiente che le truppe del Cuzco minacciassero di distruggere i condotti che irrigavano le vallate costiere perché i Chimù accettassero di arrendersi. Private dell'acqua che scendeva dai monti e che da lunghi anni era stata laboriosamente incanalata, le loro fertili terre si sarebbero presto trasformate in deserti e la loro vita ne sarebbe stata sconvolta. Non restò altro da fare, agli evoluti costruttori dei mirabili templi di Chan Chan se non di accettare il dominio degli Inca. 

### Chachapoyas
Seguì poi la conquista dei territori dominati dai Chachapoyas, una forte etnia che comandata da un abile guerriero, Chuqui Sota, offrì una accanita resistenza, asserragliandosi nella fortezza di Piajajalca, ma che infine dovette arrendersi.
Túpac Yupanqui attuò ancora una rapida incursione fino ad Huancabamba, poi decise di rientrare al Cuzco per rendere partecipe Pachacútec delle sue imprese.
Il suo ingresso nella capitale fu grandioso e numerosi festeggiamenti salutarono il principe vittorioso, ma questi fremeva per riprendere le conquiste che aveva interrotto e finalmente ottenne di comandare una nuova campagna.

### Bracamoros e Cañari
Il punto di partenza era Huancabamba, l'ultima località conquistata e la direzione era ancora il Nord, verso Ayabaca e i territori della Regione di Piura. Era la terra dei “Bracamoros”, genti selvagge che impegnarono duramente, ma non arrestarono gli eserciti del Cuzco. 
Più oltre si estendeva la zona di influenza dei “Cañari”, un potente popolo che dominava la regione. Túpac Yupanqui tentò un accordo, ma i fieri indigeni rifiutarono di sottomettersi e stipulata una alleanza con gli altrettanto combattivi “Quillaco” di Quito, diedero apertamente battaglia.
Per la prima volta nella sua vita Túpac Yupanqui rischiò la sconfitta e solo il suo coraggio decise la giornata. Accortosi del cedimento delle sue truppe il principe non esitò a gettarsi, con la sua guardia personale, nella mischia e capovolse l'esito dello scontro. I capi dei Cañari perirono nella battaglia e il capo dei “Quillaco”, Pillaguaso venne catturato. L'intera regione era ormai nelle mani degli Inca che occuparono Cañaribamba e Tumibamba portandosi anche fino alla stessa Quito.
Túpac Yupanqui si installò nella regione badando ad assimilarla alle consuetudini dell'impero e, a tal fine, introdusse le tecniche di costruzione degli Inca, edificando sontuosi palazzi in Tumibamba, eletta, per l'occasione, capitale delle truppe in campagna. Stando qui in attesa di intraprendere nuove iniziative, ebbe il piacere della nascita di un figlio, Tito Cusi Gualpa che sarebbe poi diventato il suo successore con nome di Huayna Cápac.

### Huancavilcas
La campagna del Nord non era però terminata e Túpac Yupanqui si diresse verso il litorale scontrandosi con i signori della regione, gli animosi “Huancavilcas”. I soldati del Cuzco dovettero imparare a combattere anche sul mare, su delle balse improvvisate, ma ebbero comunque ragione dei loro nemici e in breve il dominio degli Inca si estese fino a Tumbez e all'isola di La Puña.

### Spedizione oceanica
Mentre erano sulla costa gli Inca vennero a conoscenza dell'esistenza di isole nel mezzo dell'Oceano e questa notizia colpì la fantasia del loro comandante. L'audacia di Túpac Yupanqui non poteva essere limitata neppure dall'immensità dell'Oceano Pacifico e il temerario principe decise di tentare l'impresa.
Sarmiento de Gamboa e Cabello de Balboa sono i cronisti spagnoli che hanno raccolto queste notizie. Secondo i loro racconti ben ventimila guerrieri accompagnarono il loro principe su delle balse, costruite per l'occasione e ben presto sparirono alla vista dei loro camerati rimasti sul litorale. La loro assenza durò nove mesi, a capo dei quali, ritornarono con felici notizie ed alcuni trofei. Recavano con loro della gente di razza nera, una sella di ottone, la pelle e una mascella di cavallo e raccontarono di aver raggiunto due isole di nome Auachumbi e Niñachumbi.

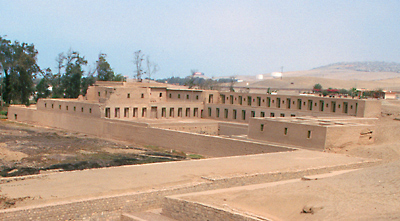
Tempio di Pachacamac

Non sappiamo di quali isole si tratti, ma i ricercatori moderni propendono per le Galápagos o per quelle di Juan Fernández. Un'impresa memorabile se dobbiamo dar credito ai racconti riportati.
Deciso, infine, a tornare al Cuzco, Túpac Yupanqui si fermò a visitare il famoso oracolo di Pachacamac che sua madre gli aveva raccomandato di onorare. Il principe si assoggettò ad un lunghissimo digiuno e le sue devozioni furono ricompensate perché dichiaro di aver avuto la visione del dio che gli avrebbe ingiunto di costruire un tempio in suo onore.
Carico di onori e di spoglie Túpac Yupanqui rientrò infine nella capitale in festa per godere di un meritato trionfo.

## Inca supremo
L'accoglienza di Pachacútec alle sue armate vittoriose fu grandiosa. L'anziano imperatore ebbe tra l'altro la piacevole sorpresa di conoscere il giovanissimo Huayna Cápac e ne restò estasiato, al punto di raccomandarlo al figlio come suo futuro erede. La celebrazione comprendeva lo svolgimento di una battaglia simulata e il sovrano volle affidare il comando di uno squadrone proprio al nipote che pur era un fanciullo di circa dieci anni. 
Terminate le festività, l'anziano sovrano, che ormai si sentiva vicino alla fine, raccomandò al figlio le sorti dell'impero e, poco dopo, si spense pianto da tutti i suoi congiunti. La sua morte, però, venne tenuta nascosta finché le famiglie rappresentative dell'impero si furono pronunciate sulla sua successione.
La scelta cadde, senza opposizioni, sull'erede designato e Túpac Yupanqui venne incoronato ufficialmente Qhapaq Inca a conferma dell'investitura che aveva già ricevuto anni addietro.

## Nuove campagne
Il nuovo signore del Cuzco era, però, più portato alla vita militare che alla conduzione di un impero, con tutte le necessarie implicazioni burocratiche. Fidando sull'aiuto del fratello Amaru, che sapeva fedelissimo e capace, si apprestò pertanto a proseguire l'attività a cui si sentiva maggiormente portato: quella di conquistatore.

### La selva amazzonica
L'Ovest e il Nord del Cuzco erano già stati sottomessi; restavano i territori del Sud e dell'Est. Túpac Yupanqui pensò bene di cominciare dall'Est. 
Ad oriente della catena delle Ande si stendeva la giungla amazzonica con le sue foreste immense ed inesplorate, ma l'animoso sovrano non si fece intimidire neppure dall'insidia della natura. Le sue armate avevano sfidato le distese azzurre dell'Oceano e potevano confrontarsi anche con il mare verde delle giungle tropicali. In breve un potente esercito si inoltrò nella profondità delle foreste alla ricerca di territori da conquistare.
La vera difficoltà non erano i nativi, pochi e intimiditi anche se provvisti di frecce velenose, quanto l'intrico delle liane e la mancanza di strade. L'Inca inventò nuove strategie. I suoi uomini più agili salivano sugli alberi più alti e segnalavano il cammino orientandosi con i fiumi, ma anche così la marcia procedeva lentissima e difficoltosa.
Pur decimata dalle malattie, l'armata del Cuzco riuscì comunque ad occupare la regione del fiume Paititi, l'attuale Madre de Dios ed ottenne l'obbedienza delle tribù degli Opataris, dei Manosuyos, dei Manaríes e dei Chuncos. 
In quel frangente giunse la notizia che il Collao era in rivolta e che si rendeva indispensabile il ritorno sull'altopiano andino. Túpac Yupanqui non pose tempo in mezzo e, a marce forzate, riguadagnò la frescura delle montagne natie, probabilmente grato dell'occasione per abbandonare quelle selve malsane che così male si addicevano alla natura dei suoi soldati avvezzi a vivere alle grandi altezze.

### Repressione della rivolta del Collao

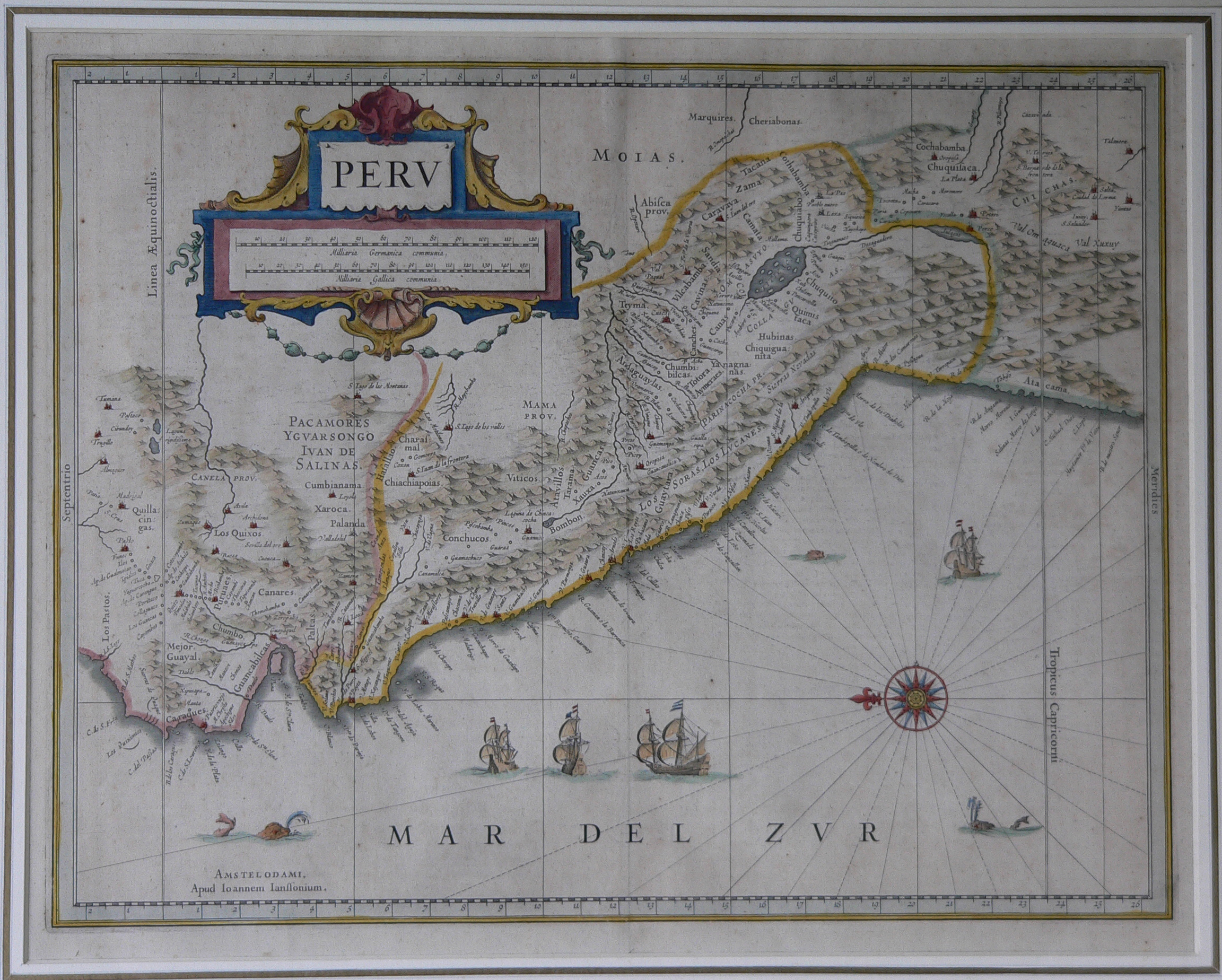
Mappa antica del Perù

La sua campagna fu micidiale e i rivoltosi passarono da sconfitta in sconfitta. 
Llallahua, Asillo, Arapa e Pucara furono successivamente conquistate e i loro difensori definitivamente debellati. 
Poiché si trattava di ribelli Túpac Yupanqui non mostrò alcuna pietà e i loro capi furono immediatamente giustiziati. Per sommo spregio vennero scorticati e con le loro pelli vennero confezionati dei tamburi di guerra lasciati in dotazione all'esercito. 
Solo dopo aver definitivamente eliminato ogni focolare di rivolta ed aver ottenuto la sottomissione dei potenti Charcas, i signori della regione più tardi conosciuta come Alto Perù, l'Inca fece ritorno al Cuzco.

### L'avventura cilena
La natura indomita del sovrano non doveva però permettergli un lungo riposo. Rimanevano degli immensi territori a Sud dell'impero, pressoché inesplorati e l'Inca decise di recarvisi con le sue truppe.
Túpac Yupanqui seguì la via delle Ande, la stessa che più tardi avrebbe percorso Diego de Almagro. Le sue armate non conobbero però le vicissitudini provate dai conquistadores spagnoli ed arrivarono agevolmente fino al rio Maule. 
Qui si trovarono confrontati alla potente etnia degli Araucani, gente fiera e indomita che avrebbe difeso le loro terre dal dominio degli Spagnoli fino al 1800. Gli inca li sconfissero in battaglia e i loro capi Michimalongo e Tangolongo furono costretti ad arrendersi, ma la loro resistenza fu talmente aspra da convincere Túpac Yupanqui a non proseguire più a Sud.
Per la verità, secondo Cristóbal de Molina, l'Inca avrebbe inviato un corpo di spedizione fino allo Stretto di Magellano, ma la descrizione di questa terra fredda e desolata lo avrebbe convinto a fissare i confini dell'impero al Rio Maule e a far ritorno al Cuzco dopo aver installato una guarnigione sul fiume.

## Congiura al Cuzco
Durante le campagne militari, il regno di Túpac Yupanqui ebbe uno sviluppo piuttosto tranquillo, all'interno dei suoi confini, essendo il Cuzco controllato dal fedele fratello Amaru che, tra l'altro, era stato anche insignito del compito di guidare la panaca Capac Ayllo istituita dal sovrano regnante. Era questa una anomalia perché, a rigore, Amaru Topa Inca avrebbe dovuto far parte di quella di Pachacútec, ma si presume che si trattasse di una specie di riconoscimento per la sua rinuncia al trono e per la sua attività di garante del regno durante le numerose assenze del sovrano conquistatore.
Vi era stata, per la verità una sorta di sommossa, segnalata dall'attento Cieza de Leon nella sua opera, ma doveva essersi trattato di un episodio minore perché era stato risolto senza bisogno dell'intervento del sovrano.
Mentre questi era intento a celebrare i riti di pubertà di un suo recente figlio, avvenne, però, un fatto di ben più ampia gravità. Successe che un suo fratello, Topa Capac, tentò di sollevarsi e di estrometterlo dal regno. 
Questo fratello era stato sempre ben considerato da Túpac Yupanqui che aveva avuto per lui un trattamento di riguardo. 
Gli era stato compagno d'armi nella prima campagna quando era ancora un giovane inca ed era stato da lui nominato, dopo l'avvento al trono, ispettore generale di tutte le terre recentemente conquistate. Nell'espletamento delle sue funzioni Topa Capac aveva raccolto in tutte le contrade dell'impero dei fedeli alla sua causa e con il loro apporto si era ripromesso di scalzare il fratello dal trono.
I suoi propositi erano però stati scoperti prima che i suoi partigiani potessero raggiungere il Cuzco e il sovrano, prontamente accorso, riuscì a sedare la ribellione sul nascere. Il colpevole venne immediatamente giustiziato assieme ai principali responsabili della congiura. Per quanto riguardava i partecipanti meno compromessi, Túpac Yupanqui agì, invece, in modo differente. Tutti costoro vennero spogliati delle loro prerogative di nascita e trasformati in yanacona ovvero in servi dell'imperatore senza diritto di cittadinanza autonoma.

## Morte di Túpac Yupanqui
Negli ultimi anni della sua vita Túpac Yupanqui si dedicò alla costruzione di numerosi palazzi di cui si ricorda quello di Pucamarca nel Cuzco e quello di Chinchero, nella valle sacra degli Inca. Fu appunto in quest'ultima reggia che il sovrano si spense quando era ancora nel fiore dell'età. 
La sua fine è avvolta nel mistero. Alcune cronache parlano di infermità, altre di un colpo di freccia, ma non mancano le allusioni all'uso del veleno.
Pare in effetti che Túpac Yupanqui si sia compromesso con una moglie secondaria, ancorché nobile, di nome Chiqui Ocllo, promettendo di eleggere per suo successore, Capac Guari, un figlio avuto dalla medesima.
Volendo il sovrano rivedere la sua decisione, in favore di Huayna Cápac, l'erede già designato, Chiqui Ocllo lo avrebbe avvelenato prima che potesse esprimersi ufficialmente sollevando, nel contempo, i suoi parenti in difesa dei diritti del figlio.
Nella contesa che seguì i parenti di Huayna Capac ebbero la meglio e Chiqui Ocllo venne giustiziata, ma stranamente non venne presa alcuna misura contro Capac Guari se non quella di confinarlo nel palazzo di Chinchero con l'interdizione di rientrare al Cuzco.
Come personaggio Túpac Yupanqui appare nel dramma precolombiano in lingua quechua Ollantay.

## Discendenza
I numerosi figli di Túpac Yupanqui si raggrupparono nella panaca fondata dal sovrano. Si trattava del prestigioso Cápac ayllu che per la sua ricchezza e per la sua potenza avrebbe disputato il potere nell'impero all'altra grande panaca, quella di Pachacútec, detta Hatun ayllu.
Durante la guerra civile tra Huáscar ed Atahuallpa, i componenti di Cápac ayllu presero posizione per Huascar e quando sopraggiunse la sconfitta di quest'ultimo furono severamente puniti. Tutti i loro principali rappresentanti vennero trucidati, le proprietà della famiglia confiscate e la stessa mummia di Túpac Yupanqui oltraggiata e data alle fiamme.
Ciò malgrado alcuni riuscirono a fuggire e dopo l'instaurazione della colonia si rivolsero al Re di Spagna lamentando la loro miserevole condizione.
Sarmiento de Gamboa ha raccolto i nomi dei loro principali rappresentanti. Nel 1572 essi erano: Andrés Topa Yupanqui, Cristóbal Pisac Topa, Garcia Bilcas, Felipe Topa Yupanqui, Garcia Ayache e Garcia Pilco. Erano tutti Hanan-Cuzco.

## Cronologia
Il regno di Túpac Yupanqui si colloca sicuramente in un'epoca storica, tuttavia non è facile ricostruire con esattezza le date di riferimento delle vicende a lui legate.
Gli inca, come è noto, non avevano una forma per noi intelligibile di scrittura e, inoltre, non tenevano conto degli anni in funzione cronologica. La maggior parte degli indigeni interrogati dagli storici spagnoli non sapevano esattamente neppure la loro età e fornivano indicazioni diverse circa le date degli avvenimenti che narravano.
In questo contesto ricostruire le date di eventi riferiti a due o tre generazioni passate è problematico, tuttavia, muovendosi al contrario, ossia scendendo all'indietro partendo da una data certa è possibile, sia pur con una certa approssimazione, avere dei riferimenti probabili.
Sappiamo, ad esempio, che la morte di Huayna Capac è avvenuta intorno al 1525 e che il sovrano aveva all'incirca settanta anni. Doveva quindi essere nato intorno al 1455. Aveva una diecina di anni quando suo nonno Pachacútec, poco prima di morire, lo mise a capo di un'armata rappresentativa in occasione del trionfo di Tupac Yupanqui, quindi Pachacútec è morto intorno al 1465 poco oltre l'ottantina. La coreggenza di Túpac durò circa 15 anni e quella di Amaru altri 5, mentre il regno di Pachacutec, da solo, fu di circa 40 anni. L'avvento al trono del riformatore del Mondo dovrebbe essere fissato, di conseguenza, intorno al 1405, più o meno nella stessa data dell'arrivo dei Chanca.
In questo contesto, Tupac dovrebbe essere nato nel 1430, avrebbe ottenuta la coreggenza nel 1450 e l'elezione ad Inca supremo nel 1465 per poi regnare fino al 1475.
Il tutto, però, con una approssimazione non facilmente valutabile.
Giova comunque osservare che l'eminente storico Means ha fissato l'arrivo dei Chanca al 1400, seguito dall'altrettanto accreditata Rostworowski, mentre José del Busto Duthurburu opina per il 1438. 

### Scrittori spagnoli dell'epoca
- Betanzos (Juan Diez de) Suma y narración de los Incas (1551) In ATLAS Madrid 1987
- Cabello Balboa (Miguel) Historia del Perù bajo la dominación de los Incas (1576 -1586) In COL. LIBR. DOC. HIST. PERU (2ª serie tomo II Lima 1920)
- Cieza de Leon (Pedro) Segunda parte de la crónica del Peru (1551) In COL. CRONICA DE AMERICA (Dastin V. 6°. Madrid 2000)
- Cobo (Bernabé) Historia del Nuevo Mundo (1653) In BIBL. AUT. ESP. Tomi XCI, XCII, Madrid 1956
- Garcilaso (Inca de la Vega) Commentarios reales (1609) Rusconi, Milano 1977
- Gómara (Francisco López de) Historia general de las Indias 1552)In BIBL. AUT. ESP. (tomo LXII, Madrid 1946)
- Herrera y Tordesillas (Antonio de) Historia general ... (1601 - 1615) In COL. Classicos Tavera (su CD)
- INFORMACIONES	Declaración de los quipocamayos In COL. LIBR. DOC. HIST. PERU (2ª serie, tomo III, Lima 1921)
- INFORMACIONES	Relación del origen e gobierno que los Ingas tuvieron	 In COL. LIBR. DOC. HIST. PERU (2ª serie, tomo III, Lima 1921)
- INFORMACIONES	Informaciones acerca del señorio y gobierno de los Ingas In COL. LIBR. DOC. HIST. PERU (2ª serie, tomo III, Lima 1921)
- Murúa (Fray Martin de) Historia general del Peru (1613) In COLL. CRONICA DE AMERICA Dastin V. 20°. Madrid 2001)
- Oliva (Joan Anello) Historia de los Reinos del Peru (1631) P.U.C.P. Lima 1998
- Poma de Ayala (Felipe Guaman)	Nueva coronica y buen gobierno (1584 - 1614) In COL. CRONICA DE AMERICA (Historia 16. V. 29°, 29b, 29c. Madrid 1987)
- Santa Cruz Pachacuti (Juan Yamqui Salcamaygua)	Relación de antegüedades de este reino del Peru (1613) In BIBL. AUT. ESP. (tomo CCIX, Madrid 1968)
- Sarmiento de Gamboa (Pedro) Segunda parte de la historia general llamada indica (1572) In BIBL. AUT. ESP. (tomo CXXXV, Madrid 1960)
- Zárate (Agustin de) Historia del descubrimiento y conquista de la provincia del Peru (1555) In BIBL. AUT. ESP. (tomo XXVI, Madrid 1947)

### Opere moderne
- José del Busto Duthurburu Perù incaico Lima
- W. Espinosa Soriano Los Incas	Lima 1997
- L. Guzman Palomino Los Incas - Hurin contra Hanan Lima 1977
- Philip Ainsworth Means 
  - Aspectos estético-cronologicos de las civilizaciobes andinas in Boletin de la Academia Nacional de Historia 1920 Quito
  - Ancient Civilizations of the Andes New York 1931
- Franklin Pease G.Y. 
  - Los ultimos Incas del Cuzco Madrid 1991
  - Los Incas	Lima 2003
- Liliana Regalado de Hurtado Sucesion incaica Lima 1996
- Maria Rostworowski 
  - Historia del Tahuantinsuyo Lima 1999
  - Pachacutec Lima 2001
- Marius S. Ziolkowski La guerra de los Wawqui Quito 1996
- R.T. Zuidema Etnologia e storia. Cuzco e le strutture dell'impero inca. Torino 1971